# Sânlazăr, Bihor
Sânlazăr (în maghiară Szentlázár) este un sat în comuna Chișlaz din județul Bihor, Crișana, România.
 Acest articol despre o localitate din județul Bihor este deocamdată un ciot. Puteți ajuta Wikipedia prin completarea lui.